# STS-48
STS-48 (ang. Space Transportation System) – trzynasta misja wahadłowca kosmicznego Discovery i czterdziesta trzecia programu lotów wahadłowców.

## Załoga[2]
- John Creighton (3)*, dowódca
- Kenneth Reightler, Jr. (1), pilot
- James Buchli (4), specjalista misji 1
- Charles „Sam” Gemar (2), specjalista misji 2
- Mark N. Brown (2), specjalista misji 3

*(liczba w nawiasie oznacza liczbę lotów odbytych przez każdego z astronautów)

## Parametry misji[1]
- Masa: 
  - startowa orbitera: 108 741 kg
  - lądującego orbitera: 87 318 kg
  - ładunku: 7854 kg
- Perygeum: 575 km
- Apogeum: 580 km
- Inklinacja: 57,0°
- Okres orbitalny: 96,2 min

## Cel misji
Umieszczenie na orbicie satelity UARS (Upper Atmosphere Research Satellite) badającego atmosferę ziemską, a zwłaszcza jej warstwę ozonową.